# Grant McCray
Grant Snow McCray (Billings, Montana, 7 de diciembre de 2000), más conocido como Grant McCray, es un jugador profesional estadounidense de béisbol que se desempeña en la posición de jardinero central en San Francisco Giants, equipo de las Grandes Ligas de Béisbol (MLB).

## Carrera
En 2024, McCray hizo su debut en la MLB con el equipo San Francisco Giants, donde lleva jugando una temporada.